# Indigofera sphaerocarpa
Indigofera sphaerocarpa är en ärtväxtart som beskrevs av Asa Gray. Indigofera sphaerocarpa ingår i släktet indigosläktet, och familjen ärtväxter. Inga underarter finns listade i Catalogue of Life.